# Gioja (månekrater)
Gioja er et nedslagskrater på Månen. Det befinder sig på Månens forside tæt ved dens nordpol. Fra Jorden ses krateret derfor næsten direkte fra siden, så mange detaljer ikke kan observeres. Det er opkaldt efter den italienske opfinder Flavio Gioja (højdepunkt 1302).
Navnet blev officielt tildelt af den Internationale Astronomiske Union (IAU) i 1935. 

## Omgivelser
Giojakrateret er forbundet med den sydlige rand af det større Byrdkrater, som er et krater med lav kratervæg. Mod syd-sydøst ligger Mainkrateret. 

## Karakteristika
Randen af Gioiakrateret er forblevet næsten cirkulær, men er nedslidt og noget eroderet. Den ydre vold er blevet ændret af senere nedslag, særligt langs den vestlige side. Randen når sin største højde mod nordvest, hvor den er blevet forstærket af kraterranden fra Byrdkrateret og andre nu forsvundne kratere. Kraterbunden er næsten flad, men der løber en lav kløft (eller højderyg) fra midtpunktet til den nord-nordøstlige rand. Adskillige småkratere har ramt bunden, hvoraf de mest fremtrædende er et par nær den vest-nordvestlige indre væg.

## Måneatlas
- Billeder af Giojakrateret i LPI-måneatlasset
- USGS-kort